# 紀元前515年
紀元前515年（きげんぜんごひゃくじゅうごねん）は、西暦（ローマ暦）による年。
紀元前1世紀の共和政ローマ末期以降の古代ローマにおいては、ローマ建国紀元239年として知られていた。紀年法として西暦（キリスト紀元）がヨーロッパで広く普及した中世時代初期以降、この年は紀元前515年と表記されるのが一般的となった。

## 他の紀年法
- 干支 : 丙戌
- 日本
  - 皇紀146年
  - 安寧天皇34年
- 中国
  - 周 - 敬王5年
  - 魯 - 昭公27年
  - 斉 - 景公33年
  - 晋 - 頃公11年
  - 秦 - 哀公22年
  - 楚 - 昭王元年
  - 宋 - 景公2年
  - 衛 - 霊公20年
  - 陳 - 恵公19年
  - 蔡 - 昭侯4年
  - 曹 - 悼公9年
  - 鄭 - 定公15年
  - 燕 - 平公9年
  - 呉 - 呉王僚12年
- 朝鮮
  - 檀紀1819年
- ベトナム :
- 仏滅紀元 : 30年
- ユダヤ暦 : 3246年 - 3247年

## できごと

### ギリシア
- エウリュポン朝のスパルタ王デマラトスが即位。

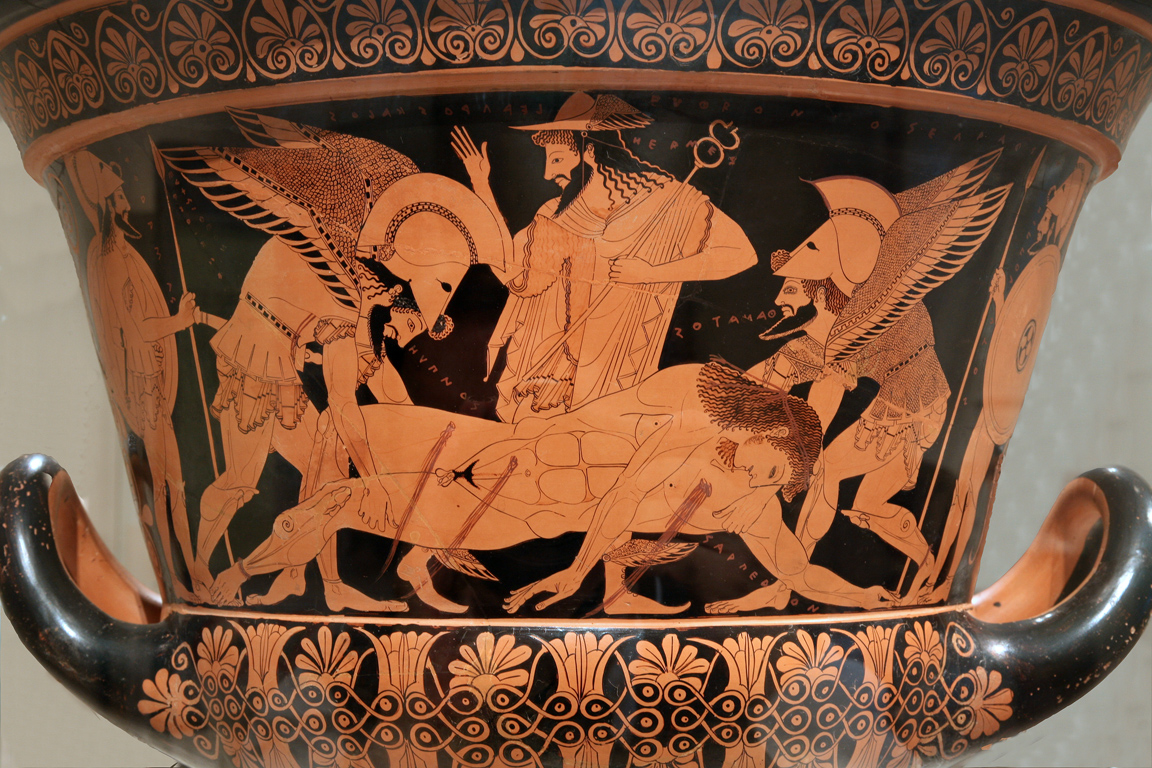
ヒュプノスとタナトスに運ばれるサルペードーン、エウフロニオス作、メトロポリタン美術館所蔵

### 中国
- 魯の昭公が斉に赴き、斉から帰国して鄆に留まった。
- 呉が楚を攻撃し、公子掩余や公子燭庸が軍を率いて潜を包囲した。楚の莠尹然や工尹麇が潜の救援に向かった
- 呉王僚が季札を晋に派遣した。
- 呉王僚が公子光の命を受けた刺客の専諸に暗殺され、専諸もその場で殺された[1]。
- 呉の公子掩余が徐に逃れ、公子燭庸が鍾吾に逃れた。
- 楚の左尹の伯宛が費無忌の讒言を信じた令尹の嚢瓦（子常）の攻撃を受けて自殺した。
- 晋の士鞅・宋の楽祁・衛の北宮喜・曹人・邾人・滕人が扈で会合した。
- 魯の仲孫何忌（孟懿子）と陽虎が昭公のいる鄆を攻撃した。
- 楚の令尹の嚢瓦は伯宛を死なせたことを国人に非難され、費無忌と鄢将師を滅ぼすことで償いとした。
- 魯の昭公が再び斉に赴き、斉から帰国してまた鄆に留まった。
- 曹の悼公が、抑留先の宋で没し、声公が即位した[2]。

### 芸術・建築
- 2月25日 - エルサレムに第二神殿が完成した[3]。
- エウフロニオスがサルペードーンの死を描いた赤絵式の装飾を施したクラテール（大型の甕）を制作した。現在、この作品は、ニューヨークのメトロポリタン美術館が所蔵している。

## 誕生
- パルメニデス - 古代ギリシアの宗教哲学者[4]（紀元前450年没）（おおよその年代、異説あり）

## 死去
- アルケシラオス3世（英語版） - キレナイカの古代キュレネ王国第6代のギリシア人王が暗殺された。
- 呉王僚 - 春秋時代の呉の王（紀元前526年即位）。
- 悼公 - 春秋時代の曹の君主（紀元前524年即位）。
- 伯州犂 - 楚の6代の王に仕えた政治家。（生年不明）
- 費無忌 - 楚の平王に仕えた政治家。
- フェレティマ（英語版） - キュレネ王国のバトス3世（英語版）の妻、バトス朝（英語版）では記録に残された最後の王妃。
- ポリュクラテス - アイアケス（英語版）の子、紀元前538年ころから紀元前522年ころまでサモス島の僭主。